# Ï (латиниця)
Ï, ï — літера розширеного латинського алфавіту, утворена буквою I з додаванням умлаута. У африкаансі, каталонській, нідерландській, французькій, галісійській, валійській, південносаамській, а іноді й англійській «ï» використовується, коли «i» слідує за іншою голосною і вказує на зяяння у вимові таких слів, тобто вона вказує, що дві голосні вимовляються в окремі склади, а не разом, як дифтонг або диграф. Прикладами є французьке слово maïs (ma.is, кукурудза), нідерландські tracheïde (трахеїда) й Oekraïne (ukrɑ:ˈinə, Україна), англійське naïve (nɑ:ˈi: v чи naɪˈi: v, наївність), каталонське Ucraïna (ukrɑ:ˈjinɑ, Україна) та raïm (ra.im, виноград).
У німецькій та угорській мовах ï або I-умлат не належать до альфабету.
У науковій літературі тюркськими мовами ⟨ï⟩ іноді використовується для запису неокругленого голосного /ɯ/, який у стандартному сучасному турецькому альфабеті записується як безкрапковий i ⟨ı⟩. Нейтральний голосний, реконструйований прамонгольською мовою, іноді пишеться ⟨ï⟩.
У транскрипції амазонських мов ï використовується для позначення високого центрального голосного /ɨ/.
Це також транслітерація руни ᛇ.

## Способи кодування
| Символ                         | Ï                                     | Ï                                     | ï                                   | ï                                   |
| ------------------------------ | ------------------------------------- | ------------------------------------- | ----------------------------------- | ----------------------------------- |
| Unicode name                   | LATIN CAPITAL LETTER I WITH DIAERESIS | LATIN CAPITAL LETTER I WITH DIAERESIS | LATIN SMALL LETTER I WITH DIAERESIS | LATIN SMALL LETTER I WITH DIAERESIS |
| Encodings                      | decimal                               | hex                                   | decimal                             | hex                                 |
| Unicode                        | 207                                   | U+00CF                                | 239                                 | U+00EF                              |
| UTF-8                          | 195 143                               | C3 8F                                 | 195 175                             | C3 AF                               |
| Числове позначення символів    | &#207;                                | &#xCF;                                | &#239;                              | &#xEF;                              |
| Named character reference      | &Iuml;                                | &Iuml;                                | &iuml;                              | &iuml;                              |
| EBCDIC family                  | 119                                   | 77                                    | 87                                  | 57                                  |
| ISO 8859-1/2/3/4/9/10/14/15/16 | 207                                   | CF                                    | 239                                 | EF                                  |